# گمینا پژودکووو
گمینا پژودکووو (به لهستانی:  Gmina Przodkowo) یک گمینا در لهستان است که در شهرستان کارتوزه واقع شده‌است. گمینا پژودکووو ۸۵٫۳۹ کیلومتر مربع مساحت و ۶٬۹۵۰ نفر جمعیت دارد.